# Ірої-комічна поема
Ірої-комічна поема (фр. Héroï-comique) — один з різновидів бурлеску епохи класицизму. Простонародний побут з бійками та пиятиками в іроїкомічній поемі описується «високим стилем» героїчного епосу. Невідповідність між предметом поеми і її стилем породжує комічний ефект.
Гумористична легкість іроїкомічних поем сприяла тому, що вони продовжують читатися досі, на відміну від маси піднесених героїчних поем XVII—XVIII ст., які вже забуті.
Жанр іроїкомічної поеми розробили в першій третині XVII століття італійські поети Франческо Браччоліні та Алессандро Тассоні. «Викрадене відро» Тассоні (1622) породило безліч наслідувань, причому не тільки італійською, але і на діалектах різних регіонів Італії.
Ідеолог французького класицизму Буало, посилаючись на прецедент античної «Батрахоміомахії», визнавав іроїкомічну поему допустимим жанром поезії, хоча і найнижчим з усіх можливих. Він же сам дав зразок жанру в поемі «Налой» (1672). У XVIII столітті найбільший успіх у французів мала «Орлеанська діва» Вольтера (1762) — суміш іроїкомічного початку з травестійним.